# Víctor Alfonso Serrano Mosquera
Víctor Alfonso Serrano Mosquera (Valladolid, 9 de desembre de 1970) és un exfutbolista castellanolleonès, que ocupava la posició de migcampista.

## Trajectòria
Format al planter del Reial Valladolid, hi debuta amb el primer equip a la temporada 91/92, tot jugant sis partits de primera divisió. Durant l'any i mig següent seguiria apareixent esporàdicament per l'equip val·lisoletà, mentre que la segona meitat de la temporada 93/94 la passa al CD Leganés.
Posteriorment fitxa pel CD Numancia, amb qui puja a Segona Divisió el 1997. Hi disputa 23 partits amb els sorians durant la temporada 97/98, abans de retirar-se a causa de les lesions.
Després de penjar les botes, ha seguit vinculat al món del futbol. Es va iniciar a l'equip tècnic del CD Numancia, al qual va seguir diferents tasques als quadres del Reial Valladolid i València CF. El març de 2006 és nomenat Director Esportiu del CD Tenerife.